# Lison
Lison – miejscowość i gmina we Francji, w regionie Normandia, w departamencie Calvados.
Według danych na rok 1990 gminę zamieszkiwało 479 osób, a gęstość zaludnienia wynosiła 44 osoby/km² (wśród 1815 gmin Dolnej Normandii Lison plasuje się na 456. miejscu pod względem liczby ludności, natomiast pod względem powierzchni na miejscu 450.).